# Stergusa
Stergusa Simon, 1889 è un genere di ragni appartenente alla Famiglia Salticidae.

## Distribuzione
Delle cinque specie oggi note di questo genere ben tre sono diffuse nello Sri Lanka, una in Nuova Caledonia e una è endemica dell'isola di Sumbawa, delle Piccole Isole della Sonda.

## Tassonomia
A dicembre 2010, si compone di cinque specie:
- Stergusa aurata Simon, 1902 — Sri Lanka
- Stergusa aurichalcea Simon, 1902 — Sri Lanka
- Stergusa improbula Simon, 1889[2] — Nuova Caledonia
- Stergusa incerta Prószynski & Deeleman-Reinhold, 2010 — Sumbawa (Indonesia)
- Stergusa stelligera Simon, 1902 — Sri Lanka